# De her dage
De her dage er det andet studiealbum af den danske sangerinde og sangskriver Marie Key. Det blev udgivet i 2012 og modtog fem ud af seks stjerner i musikmagasinet GAFFA.

## Spor
1. "Landet" - 3:28
2. "Ryg Mod Ryg" - 2:54
3. "Crowd" - 3:57
4. "Festens Bedste Gæst" - 2:53
5. "Uden Forsvar" - 2:55
6. "Uopnåelig" - 3:53
7. "Let Som En Fjer" - 3:24
8. "Skagen" - 1:26
9. "Et Aftalt Spil" - 3:59
10. "På Farten" - 3:51
11. "De Her Dage" - 3:24